# 오키촌 (후쿠오카현)
오키촌(大城村)은 후쿠오카현 미이군에 설치되었던 촌이다. 1955년 3월 1일 오키촌 및 가네시마촌, 유게촌, 기타노정 등 4개 정·촌이 합병하여 새로운 기타노정 설치되고 폐지되었다.